# باغ شادی

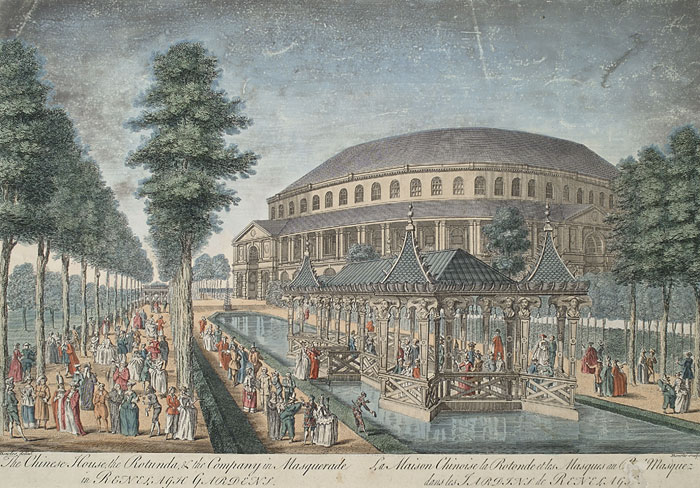
چاپ سدهٔ هجدهم که نمای بیرونی روتوندا را در باغ‌های رانلاگ و بخشی از محوطه نشان می‌دهد.

باغ شادی، باغ سرگرمی، باغ لذت، باغ تفریح (به انگلیسی: Pleasure garden) به باغی یا بوستانی گفته می‌شود که برای تفریح و سرگرمی به روی عموم باز است. باغ‌های شادی با دیگر باغ‌های عمومی متفاوت هستند، زیرا به‌عنوان مکان‌هایی برای سرگرمی عمل می‌کنند، و دارای جاذبه‌هایی مانند سالن‌های کنسرت، دکه‌های موسیقی، وسایل سرگرم‌کننده، باغ‌وحش‌ها و جانورخانه هستند.
دو معنای این اصطلاح، به عنوان بخش‌های تزئینی یک باغ، و به عنوان یک مکان تجاری برای سرگرمی، حداقل از سدهٔ هفدهم در انگلیسی وجود داشت.